# Istanza di prelievo
L'istanza di prelievo è un'azione tipica del processo amministrativo, prevista dall'art. 71, comma 2, del codice del processo amministrativo, il cui scopo è sollecitare il giudice affinché anticipi l'udienza di discussione del ricorso. 
Con la legge n. 208 del 28 dicembre 2015, c.d. "di stabilità", all'art. 1, comma 781,  è stato introdotto nel Codice del Processo Amministrativo, l'art. 71_bis che recita: "A seguito dell'istanza di cui al comma 2 dell'articolo 71, il giudice, accertata la completezza del contraddittorio e dell'istruttoria, sentite sul punto le parti costituite, può definire, in camera di consiglio, il giudizio con sentenza in forma semplificata" 
Quindi agli effetti dell'art. 71, co.2, si vanno ad aggiungere quelli ancor più acceleratori del 71_bis consistenti nella possibilità offerta al Giudice di trattare la causa in "camera di consiglio", invece che in "udienza pubblica" e di pronunciare, quindi, una sentenza "in forma semplificata" (la c.d. "sentenza breve"). 

## Storia
In origine il termine Istanza di prelievo non si ritrovava in nessun testo legislativo, e doveva la sua origine a una elaborazione giurisprudenziale. Poteva essere definita come la prassi attraverso la quale i difensori segnalano i ricorsi urgenti
Attualmente il Decreto legislativo 2 luglio 2010, n. 104 (Attuazione dell'articolo 44 della legge 18 giugno 2009, n. 69, recante delega al governo per il riordino del processo amministrativo) istitutivo del Codice del Processo Amministrativo all'articolo 71, 2° comma definisce l'istanza di prelievo come la facoltà attribuita alla parte di segnalare l'urgenza di un ricorso.

## Procedura
L'istanza è presentata al Presidente del T.A.R. o della Sezione Giurisdizionale del Consiglio di Stato il quale decide discrezionalmente sul suo accoglimento. 
Trova la sua legittimazione processuale nell'art. 51 del R.D. 17 agosto 1907, n. 642 "Regolamento per la procedura dinanzi alle sezioni Giurisdizionali del Consiglio di Stato".
Nell'ambito della recente codificazione del processo amministrativo il D. Lgs. n. 104 del 2010, l'art. 71, al comma 2, così disciplina l'istanza di prelievo:
"La parte può segnalare l'urgenza del ricorso depositando istanza di prelievo".
Il presidente del Tribunale ex art. art. 8. dell'allegato 2 "Norme di Attuazione" nell'ordine di fissazione dei ricorsi ha la facoltà di derogare al criterio cronologico (ovverosia seguendo l'ordine di iscrizione delle istanze di fissazione d'udienza nell'apposito registro) per ragioni d'urgenza, anche tenendo conto delle istanze di prelievo, o per esigenze di funzionalità dell'ufficio, ovvero per connessione di materia, nonché in ogni caso in cui il Consiglio di Stato abbia annullato la sentenza o l'ordinanza e rinviato la causa al giudice di primo grado.
Nonché all'art. 2 "Allegato 2" Norme di Attuazione del codice del Processo Amministrativo attribuisce alle segreterie della giustizia amministrativa il compito di tenere il registro delle istanze di prelievo
Ai fini dell'esercizio del diritto all'equa riparazione previsto dall'art. 2, legge 24 marzo 2001, n. 89, la legge 6 agosto 2008, n. 133 "Conversione del decreto-legge 25 giugno 2008, n. 112 - Disposizioni urgenti per lo sviluppo economico, la semplificazione, la competitività, la stabilizzazione della finanza pubblica e la perequazione tributaria" il legislatore all'art. 54, comma 2 ha previsto che "la domanda di equa riparazione non è proponibile se nel giudizio dinanzi al giudice amministrativo in cui si assume essersi verificata la violazione di cui all'art. 2, comma 1, della legge 24 marzo 2001, n. 89, non è stata presentata l'istanza di prelievo di cui all'articolo 71, comma 2, del codice del processo amministrativo, né con riguardo al periodo anteriore alla sua presentazione.

## Giurisprudenza
Prima delle succitate modifiche legislative la proposizione dell'istanza di prelievo assumeva una rilevante importanza nei giudizi che si pronunciavano sulla violazione del termine ragionevole del giudizio, infatti, la mancata proposizione poteva essere vista come una mancata collaborazione tra gli uffici del giudice e i difensori e quindi precludere l'accoglimento della domanda risarcitoria.
Sul punto la giurisprudenza non era tuttavia unanime ben potendo essere lo stesso comportamento omissivo valutato come irrilevante ai fini dell'accoglimento della domanda risarcitoria.